# 诺拉古古梅
诺拉古古梅（義大利語：Noragugume），是意大利撒丁大区努奥罗省的一个市镇。总面积26.8平方公里，人口346人，人口密度12.9人/平方公里（2009年）。ISTAT代码为091050。